# Vardanes I
Vardanes I was koning van de Parthen van 38 tot 47. Zijn regering wordt vooral gekenmerkt door strijd om de troon met zijn broer Gotarzes II.
Zodra Artabanus II overleden was, vermoordde Gotarzes II zijn broer Artabanus (kennelijk de oudste zoon van Artabanus II), met diens vrouw en zoon, waarna hij de macht greep. Gotarzes regeerde echter met harde hand. Daarom riep het volk Vardanes op het koningschap op zich te nemen. Een strijd tussen de broers volgde, maar voordat de strijd in een beslissende fase kwam, ontmoetten de broers elkaar op initiatief van Gotarzes, die vermoedde dat Parthische aristocraten een aanslag tegen hen beraamden. De broers kwamen overeen dat Vardanes het koningschap op zich zou nemen. Volgens Tacitus was Gotarzes het hiermee eens, maar zijn munten suggereren dat hij vanuit Hyrcanië (waar hij zich terugtrok) aanspraak bleef maken op het koningschap.
Tijdens zijn regering versterkte Vardanes de hoofdstad Ctesiphon en bouwde hij de stad uit tot winterresidentie, op zodanige wijze dat Ammianus Marcellinus hem later zelfs de stichter van de stad noemde, hoewel de stad al langer bestond. Ook veroverde Vardanus Seleucië, dat zich onder Artabanus II onafhankelijk had verklaard. Tevens voegde hij Bactrië aan het Parthische rijk toe.
Vardanes stelde zich ten doel Armenië, dat Artabanus aan de Romeinen had moeten afstaan, te veroveren. Volgens Flavius Josephus probeerde hij daarbij tevergeefs de hulp te krijgen van Izates II van Adiabene. Gotarzes zag daarop zijn kans schoon en trok opnieuw zijn troepen samen. Toen Vardanes na enkele kleine overwinningen, maar zonder Armenië veroverd te hebben, terugkeerde in Parthië, overviel en vermoordde Gotarzes hem (47 na Chr.).

## Antieke bronnen
- Tacitus, Annales, 11, 6-8
- Flavius Josephus, Antiquitates Judaicae, XX 3 § 4
- Ammianus Marcellinus, Res Gestae xxiii 6, 23